# Leukipp

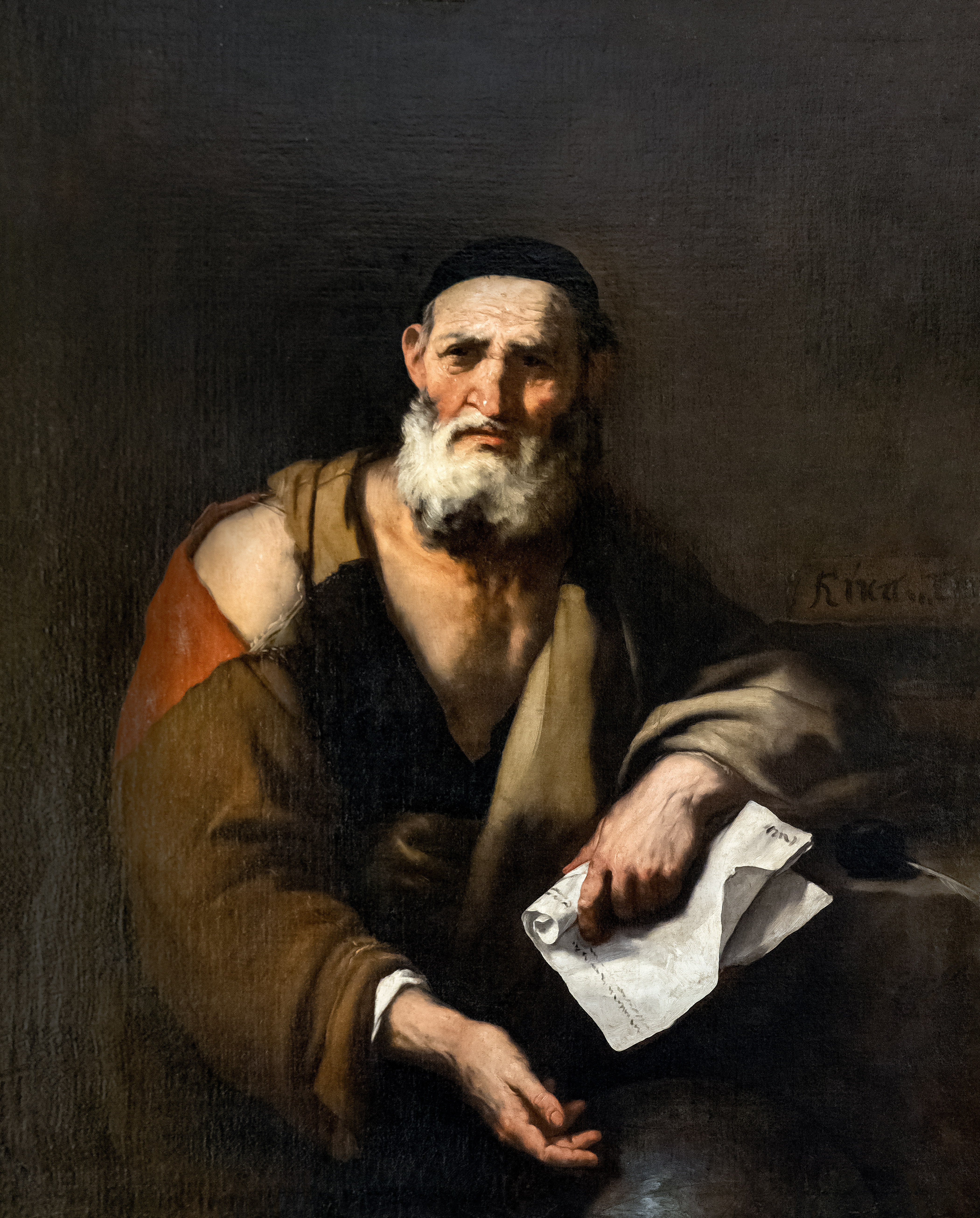
Leukipp (Idealporträt)

Leukipp (griechisch Λεύκιππος Leúkippos; * im 5. Jahrhundert v. Chr. in Elea, Milet oder Abdera in Thrakien), genannt auch Leukipp von Milet, war ein griechischer Philosoph. Er wird zu den Vorsokratikern gezählt und gilt als Mitbegründer der atomistischen Weltanschauung.

## Leben und Lehre
Leukipp gilt als Schüler des Parmenides und als Begründer sowohl der Schule von Abdera als auch – zusammen mit seinem Schüler Demokrit – des Atomismus.
Nach atomistischer Auffassung und in Abweichung von den parmenidischen Lehren besteht die Welt aus leerem Raum und Materie. Dies ist denknotwendig, da sich die Materie ohne den leeren Raum niemals bewegen könnte. Durch ein Neuordnen der kleinsten Teilchen, der Atome (griechisch „atomoi“, wörtlich „Unteilbare“), entsteht Veränderung. Alles Stoffliche setzt sich somit zusammen aus unendlich vielen Bauteilen, den Atomen, durch deren Umordnungen Werden und Vergehen erklärt werden kann.
Das Kausalgesetz Leukipps lautet: „Kein Ding entsteht planlos, sondern aus Sinn und unter Notwendigkeit.“ Diese Lehre wurde von Demokrit weitergeführt und zum Materialismus ausgearbeitet. Allerdings ist heute nicht mehr nachvollziehbar, welchen Teil der Lehre Demokrit von seinem Lehrer übernommen hat, da nur Textfragmente erhalten sind.
Leukipp gilt als Verfasser von Das große Weltsystem und Über den Geist. Manche Forscher behaupten, dass Leukipp nie existiert habe, sondern Demokrit diesen Namen als Pseudonym benutzt habe. Dies entspricht jedoch nicht dem heutigen Forschungsstand.

## Leukipp als Namensgeber
1970 wurde der Mondkrater Leucippus sowie der 1986 entdeckte Asteroid (5950) Leukippos nach ihm benannt.

## Textausgaben und Übersetzungen
- Laura Gemelli Marciano (Hrsg.): Die Vorsokratiker. Band 3, Artemis & Winkler, Mannheim 2010, ISBN 978-3-538-03502-7, S. 300–583 (griechische Quellentexte mit deutscher Übersetzung, Erläuterungen sowie Einführung zu Leben und Werk).
- Fritz Jürß, Reimar Müller, Ernst Günther Schmidt (Hrsg.): Griechische Atomisten. Texte und Kommentare zum materialistischen Denken der Antike. Reclam, Leipzig 1973.